# لگرد، ور
شهر لگرد، ور (به فرانسوی: La Garde, Var) در شهرستان ور در ناحیه پروانس آلپ-کوت دازور با جمعیت ۲۵٬۶۲۱ نفر در کشور فرانسه واقع شده‌است

## وضعیت
این نام از ریشه های باستانی شهر به معنای "نگهبان" گرفته شده است. این در سال ۱۰۵۶ ذکر شده است، زمانی که قلعه آن یک فیف اسقف تولون بود. آنها آن را تا قرن سیزدهم نگه داشتند، زمانی که آن را به Castellanes، سپس اربابان Glandevès و توماس تحویل دادند. امروزه تنها یک برج و کلیسای کوچک از قلعه باقی مانده است.
لاگارد در طول جنگ های مذهبی فرانسه بارها مورد تهاجم قرار گرفت. در سال ۱۷۰۷ توسط نیروهای ساوویارد غارت شد.